# Il buco
Il buco és una pel·lícula dirigida per Michelangelo Frammartino i estrenada el 2021 .

## Argument
L'agost de 1961, un grup de joves espeleòlegs del Piemont va dur a terme la primera exploració completa de l'abisme de Bifurto, una cova del Parc Nacional del Pollino, situat entre les regions de Basilicata i Calàbria, que amb els seus 683 metres de profunditat és una de les més profundes del món. Un vell pastor que observa des de lluny els espeleòlegs mentre vigila el seu ramat, un dia se sent malament i comença el seu propi descens, en sentit figurat aquesta vegada: un lent acostament a la mort.

## Premis
- 78a Mostra Internacional de Cinema de Venècia: Premi Especial del Jurat[4]
- Festival Los Arcs de 2021: Premi a la millor fotografia[5]
- Festival de Cinema Europeu de Sevilla 2022: Premi Especial del Jurat[6]